# Geoffrey Nyarota
Geoffrey Nyarota, né en 1951 en Rhodésie du Sud et mort le 22 mars 2025 à Harare, est un journaliste zimbabwéen.

## Biographie
Geoffrey Nyarota est né en Rhodésie du Sud (aujourd'hui Zimbabwe) de parents noirs de la classe moyenne en janvier 1951. Geoffrey Nyarota a ensuite reçu une éducation universitaire. 
Geoffrey Nyarota a commencé sa carrière comme enseignant car, dit-il, « en Rhodésie coloniale, la seule activité accessible aux Africains diplômés était l'enseignement ». Cependant, lorsque The Herald commence à recruter des stagiaires noirs en 1978, il saisit l'occasion et se fait embaucher. 
En 1989, Geoffrey Nyarota a contribué à faire éclater le scandale du « Willowgate », qui a entraîné plusieurs démissions du cabinet du président Robert Mugabe.
L'Association mondiale des journaux lui a décerné la plume d'or de la liberté de la presse en 2002, date à laquelle il est le directeur du Daily News, le seul quotidien zimbabwéen indépendant. Cette même année, il est également lauréat du Prix mondial de la liberté de la presse.
Le Daily News a été interdit par le gouvernement du Zimbabwe en septembre 2003.
Geoffrey Nyarota est décédé le 23 mars 2025, des suites d'un cancer du côlon, à Mutare à l'hôpital Murambi, à l'âge de 74 ans.

## Autobiographie
- 2006 : Against the Grain, Memoirs of a Zimbabwean Newsman, Zebra Press, Suid-Afrika.

## Prix
- 2001 : Prix international de la liberté de la presse décerné par le Comité pour la protection des journalistes
- 2002 : Plume d'or de la liberté de l' Association mondiale des journaux
- 2002 : Prix international de la liberté de la presse Guillermo Cano de l'UNESCO
- 2003 : Prix de la Fondation Nieman pour le journalisme de l'Université Harvard